# Poslanecká sněmovna Parlamentu České republiky
Poslanecká sněmovna Parlamentu České republiky, zkr. PSP ČR, PS PČR, v Ústavě České republiky označovaná jen jako Poslanecká sněmovna, je dolní komora Parlamentu České republiky, v Ústavě označovaného jen jako Parlament. Má 200 poslanců volených na 4 roky podle poměrného systému s 5% klauzulí. Poslanecká sněmovna vznikla k 1. lednu 1993 transformací z dosavadní České národní rady.
Sněmovna je usnášeníschopná při třetinovém kvóru (tedy je přítomno aspoň 67 poslanců), usnesení se schvalují prostou většinou (nadpoloviční většinou přítomných).
U některých usnesení, specifikovaných v zákoně o jednacím řádu sněmovny, je pro přijetí usnesení potřeba souhlasu vyššího počtu poslanců. Absolutní většiny (tedy 101 poslanců) např. pro přehlasování prezidentského veta či vyslovení nedůvěry vládě. Pro přijetí ústavních zákonů, ratifikaci některých mezinárodních smluv a podání ústavní žaloby proti prezidentu republiky je třeba kvalifikované většiny 120 hlasů (tři pětiny všech poslanců).
Poslanecká sněmovna nemůže přehlasovat Senát u návrhu ústavního zákona, a dále volebního zákona, zákona o zásadách jednání a styku obou komor mezi sebou, jakož i navenek (tzv. stykový zákon) a zákona o jednacím řádu Senátu.

## Sídlo
Sídlo sněmovny se nachází na Malé Straně v Praze 1, ve třech blocích domů a paláců v oblasti mezi Malostranským a Valdštejnským náměstím, kolem ulic Sněmovní a Thunovská.
Patří k němu zejména Thunovský palác (č. p. 176) při východní straně ulice Sněmovní, který pochází z konce 17. století, v letech 1779–1794 sloužil jako divadlo a roku 1801 jej koupili čeští stavové, kteří jej přebudovali na sněmovnu, kanceláře a archív Zemského výboru Království českého. Roku 1861 byl pro obnovený zemský sněm vybudován sál přes dvě patra výšky paláce, který slouží dodnes jako hlavní jednací sál sněmovny. V roce 1918 zde byla vyhlášena Československá republika a roku 1920 přijata její ústava. V tomto bloku sídlí rovněž Kancelář Poslanecké sněmovny, jsou zde jednací sály sněmovních klubů a výborů.
Dalšími bloky patřícími k sídlu sněmovny jsou:
- Dům č. p. 1 na severní straně horní části Malostranského náměstí, v 19. století sídlo Českého místodržitelství a jezuitského gymnázia.
- Blok na severní straně dolní části Malostranského náměstí: č. p. 6 (Palác Smiřických neboli U Montágů), 7 (Šternberský palác), 518 (dříve nazývaný Velikovský dům, na rohu ulice Tomášská) a 8 (na rohu ulice Thunovská a Tomášská). Smiřický palác je význačný tím, že 22. května 1618 zde skupina protestantských šlechticů tajně smluvila na další den třetí pražskou defenestraci, která stála u počátku třicetileté války. Šternberský palác patřil za národního obrození k centrům českého kulturního a vědeckého života.

V letech 1993–1996 byl celý komplex budov rekonstruován.

## Volby do Poslanecké sněmovny
Volby se konají tajným hlasováním na základě všeobecného, rovného a přímého volebního práva, podle zásady poměrného zastoupení. Právo volit (aktivní volební právo) má každý občan České republiky, který dosáhl věku 18 let a není zbaven svéprávnosti. Právo být volen (pasivní volební právo) má každý občan starší 21 let s aktivním volebním právem.
Podrobnosti stanovuje volební zákon. Ten nemá rigiditu ústavního zákona a je ho tedy možné měnit skoro jako běžný zákon. Jedinou odlišností v zákonodárném procesu je podmínka, že s ním musí souhlasit obě komory Parlamentu. V případě volebního zákona tak Poslanecká sněmovna nemůže přehlasovat zamítavé stanovisko Senátu. I přesto jsou změny volebního zákona časté.
Volby se konají ve 14 vícemandátových obvodech, které kopírují krajskou strukturu. Počet mandátů v jednotlivých obvodech (krajích) není předem znám, určuje se až po volbách za pomoci počtu odevzdaných hlasů v jednotlivých obvodech. K určení počtu mandátů je třeba nejprve zjistit celorepublikové mandátové číslo. To se vypočte jako podíl celkového počtu odevzdaných platných hlasů a celkového počtu mandátů (200). Číslo se zaokrouhluje na jednotky. Pro každý kraj se vypočítá „teoretický“ počet mandátů a to tak, že se vezme celkový počet odevzdaných platných hlasů kraje a podělí se republikovým mandátovým číslem. Zaokrouhluje se dolů na jednotky. Pro každý kraj se zjistí zbytek po dělení počtu odevzdaných platných hlasů kraje republikovým mandátovým číslem. Zbylé mandáty, které je potřeba přidělit, se přidělí těm krajům, které vykazují tento zbytek největší. Tím končí určení počtu mandátů pro jednotlivé kraje.
Po sečtení hlasů se vyřadí kandidující subjekty, jejichž celostátní podíl hlasů nepřekročil stanovenou uzavírací klauzuli (5 %). Volební výsledky se dále vyhodnocují zvlášť po jednotlivých krajích. Celkový počet rozdělovaných mandátů (200) se rozdělí v poměru podle počtu odevzdaných platných hlasů v jednotlivých krajích (viz výše), načež se podle počtu hlasů v každém kraji zvlášť rozdělí mandáty mezi jednotlivé strany. K tomu se používá d'Hondtova metoda: počet hlasů pro každou stranu v daném kraji (volebním obvodu) je postupně dělen přirozenými čísly 1, 2, 3, …, přičemž všechny výsledné podíly všech stran jsou seřazeny podle velikosti do seznamu (a u každého podílu je označeno, které straně náleží). Ze seznamu je vybráno tolik nejvyšších podílů, kolik má být v kraji rozděleno mandátů. Za každý svůj podíl obsažený v tomto výběru obdrží strana jeden mandát. Jednotlivým kandidátům strany jsou mandáty přiřazovány podle jejich pořadí na kandidátkách; voliči mohou toto pořadí ovlivnit pomocí čtyř tzv. preferenčních hlasů (zakroužkováním). Kandidáti, kteří získali nejméně 5 % preferenčních hlasů, získají mandát přednostně.

## Rozpuštění

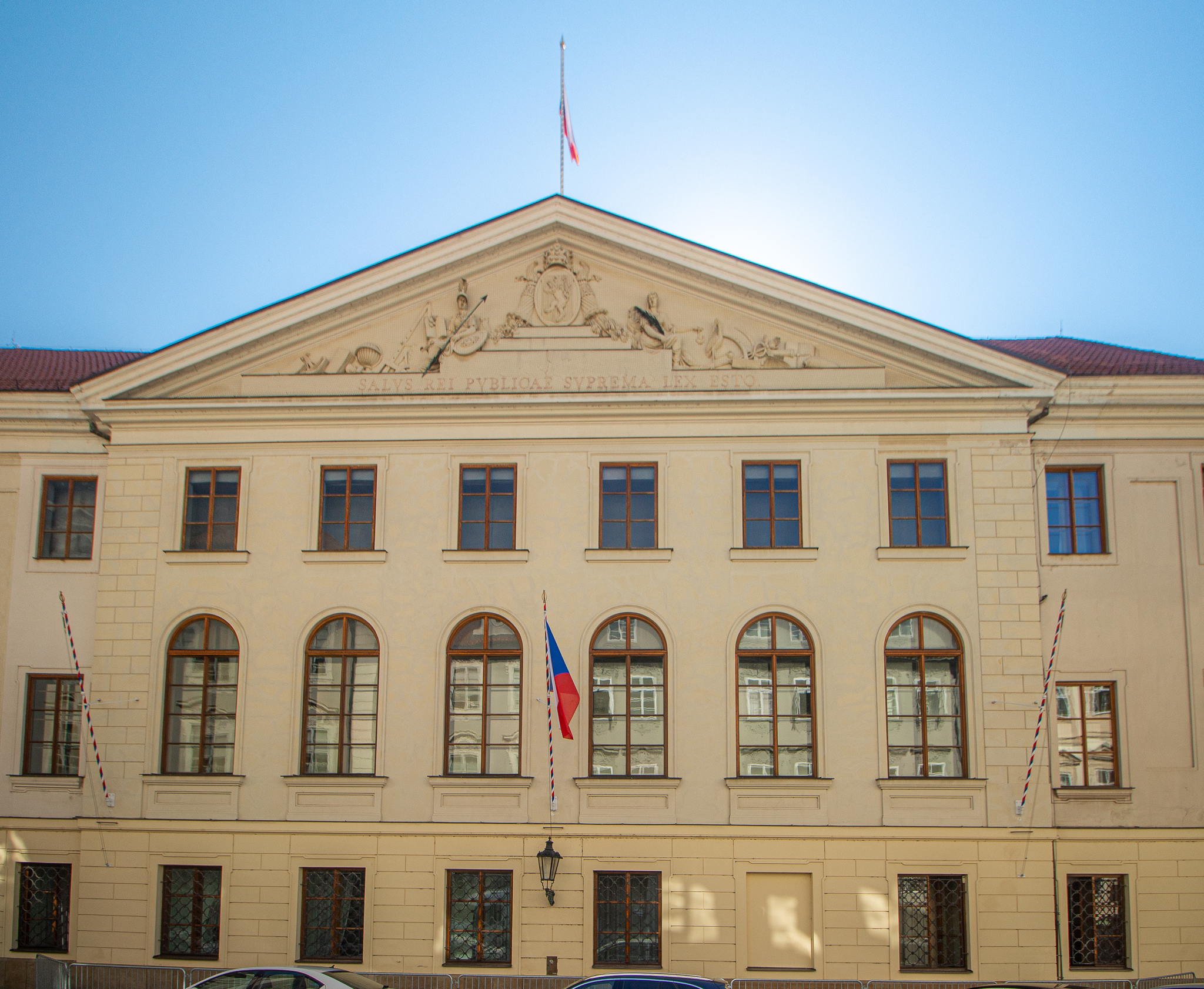
Thunovský palác, jedno ze sídel Poslanecké sněmovny

Rozpuštěním končí zasedání Poslanecké sněmovny, zanikají mandáty zvolených poslanců a do šedesáti dnů se konají nové volby. Poslanecká sněmovna ale nemůže být rozpuštěna tři měsíce před skončením svého čtyřletého volebního období.
Rozpustit ji může svým rozhodnutím prezident, a to jen z těchto Ústavou stanovených důvodů:
- nevysloví důvěru nově jmenované vládě, jejíž předseda byl prezidentem republiky jmenován na návrh předsedy Poslanecké sněmovny (nastává až po dvou nevysloveních důvěry vládě, jejíž předseda byl vybrán i jmenován prezidentem)
- neusnese se do tří měsíců o vládním návrhu zákona, s jehož projednáváním spojila vláda otázku důvěry
- přeruší zasedání po dobu delší, než je přípustné (tj. 120 dní)
- není po dobu delší než 3 měsíce způsobilá se usnášet, ačkoliv nebylo její zasedání přerušeno a ačkoliv byla v té době opakovaně svolávána ke schůzi

V roce 2009 byla zavedena další možnost rozpuštění sněmovny, při které již ale prezident republiky nemá na výběr. Rozpustit ji musí vždy, navrhne-li mu to Poslanecká sněmovna usnesením, s nímž vyslovila souhlas alespoň třípětinová většina všech poslanců (většina vyžadovaná pro přijetí nebo změnu ústavních zákonů). Tato novelizace byla přijata v reakci na to, když Ústavní soud daného roku zrušil zvláštní ústavní zákon o zkrácení volebního období (podobné zkrácení volebního období v roce 1998 zrušeno nebylo).
Během rozpuštění Poslanecké sněmovny nabývá Senát pravomoc přijímat v neodkladných věcech zákonná opatření.
K historicky prvnímu rozhodnutí o rozpuštění Poslanecké sněmovny došlo 20. srpna 2013. Stalo se tak po rozpadu tehdejší koalice stran ODS, TOP 09 a LIDEM, která ač deklarovala 101 hlasů, podílela se na odmítnutí vyslovení důvěry vládě Jiřího Rusnoka nižším počtem hlasů, než bylo očekáváno. Pro rozpuštění hlasovalo 140 poslanců, proti 7. Prezident Miloš Zeman rozpustil sněmovnu 28. srpna a vyhlásil termín předčasných voleb na 25. a 26. října 2013.

## 2021–2025: Orgány a vedení v 9. volebním období

### Vedení
| Úřad                  | Člen vedení                | Člen vedení                     | Poslanecký klub | Poslanecký klub | Období ve funkci   | Období ve funkci |
| Úřad                  | Člen vedení                | Člen vedení                     | Poslanecký klub | Poslanecký klub | nástup             | odchod           |
| --------------------- | -------------------------- | ------------------------------- | --------------- | --------------- | ------------------ | ---------------- |
| Předsedkyně           | Markéta Pekarová Adamová   | Markéta Pekarová Adamová (2024) |                 | TOP 09          | 10. listopadu 2021 | úřadující        |
| 1. místopředsedkyně   | Věra Kovářová              |                                 |                 | STAN            | 10. listopadu 2021 | úřadující        |
| Místopředseda         | Jan Bartošek               |                                 |                 | KDU-ČSL         | 10. listopadu 2021 | úřadující        |
| Místopředseda         | Jan Skopeček               |                                 |                 | ODS             | 10. listopadu 2021 | úřadující        |
| Místopředsedkyně      | Olga Richterová            |                                 |                 | Piráti          | 10. listopadu 2021 | úřadující        |
| Místopředseda         | Karel Havlíček             | Karel Havlíček                  |                 | ANO             | 18. února 2022     | úřadující        |
| Místopředseda         | Aleš Juchelka              | Aleš Juchelka                   |                 | ANO             | 26. června 2024    | úřadující        |
| Bývalí členové vedení |                            |                                 |                 |                 |                    |                  |
| Místopředsedkyně      | Jana Mračková Vildumetzová |                                 |                 | ANO             | 10. listopadu 2021 | 30. září 2022    |
| Místopředsedkyně      | Klára Dostálová            |                                 |                 | ANO             | 16. listopadu 2022 | 24. června 2024  |

### Orgány
Organizační a technický provoz zajišťuje Kancelář Poslanecké sněmovny, v jejímž čele stojí vedoucí Kanceláře, odpovídající přímo předsedovi sněmovny.

#### Výbory
Výbory představují typ parlamentních orgánů. Podle jednacího řádu Poslanecké sněmovny je komora povinna zřídit mandátový a imunitní výbor, petiční výbor, rozpočtový výbor, kontrolní výbor, organizační výbor, volební výbor, výbor pro evropské záležitosti. Schůze výborů jsou veřejné s výjimkou schůzí organizačního výboru a mandátového a imunitního výboru. Výbory si mohou zřizovat podvýbory, jednání podvýborů nejsou veřejná.
Počet výborů podle předsednictví politických subjektů
| Poslanecký klub | Poslanecký klub | Počet výborů |
| --------------- | --------------- | ------------ |
|                 | ANO             | 6            |
|                 | ODS             | 3            |
|                 | TOP 09          | 3            |
|                 | STAN            | 2            |
|                 | KDU-ČSL         | 2            |
|                 | SPD             | 2            |
|                 | Piráti          | 0            |

Seznam výborů
| Výbor                                                   | Předseda                   | Strana | Strana  | Strana |
| ------------------------------------------------------- | -------------------------- | ------ | ------- | ------ |
| Hospodářský výbor                                       | Ivan Adamec                |        | ODS     | [ 16 ] |
| Kontrolní výbor                                         | Radovan Vích               |        | SPD     |        |
| Mandátový a imunitní výbor                              | Helena Válková             |        | ANO     | [ 17 ] |
| Organizační výbor                                       | Markéta Pekarová Adamová   |        | TOP 09  | [ 18 ] |
| Petiční výbor                                           | Tomio Okamura              |        | SPD     |        |
| Rozpočtový výbor                                        | Josef Bernard              |        | STAN    | [ 16 ] |
| Ústavně právní výbor                                    | Radek Vondráček            |        | ANO     | [ 19 ] |
| Výbor pro bezpečnost                                    | Pavel Žáček                |        | ODS     | [ 16 ] |
| Výbor pro evropské záležitosti                          | Ondřej Benešík             |        | KDU-ČSL |        |
| Výbor pro mediální záležitosti                          | Patrik Nacher              |        | ANO     |        |
| Výbor pro obranu                                        | Lubomír Metnar             |        | ANO     |        |
| Výbor pro sociální politiku                             | Vít Kaňkovský              |        | KDU-ČSL | [ 16 ] |
| Výbor pro vědu, vzdělání, kulturu, mládež a tělovýchovu | Matěj Ondřej Havel         |        | TOP 09  |        |
| Výbor pro veřejnou správu a regionální rozvoj           | Ladislav Okleštěk          |        | ANO     |        |
| Výbor pro zdravotnictví                                 | Zdenka Němečková Crkvenjaš |        | ODS     |        |
| Výbor pro životní prostředí                             | Jana Krutáková             |        | STAN    | [ 16 ] |
| Zahraniční výbor                                        | Richard Brabec             |        | ANO     |        |
| Zemědělský výbor                                        | Michal Kučera              |        | TOP 09  | [ 16 ] |

Vysvětlivky

#### Komise
Komise jsou zřizovány v souladu s jednacím řádem Poslanecké sněmovny, který upravuje existenci tří druhů komisí, a to dle jednacího řádu, nebo na základě zvláštních zákonů, či zřizuje vyšetřovací komise pro vyšetření věcí veřejného zájmu v souladu s Ústavou.

## Složení poslaneckých klubů

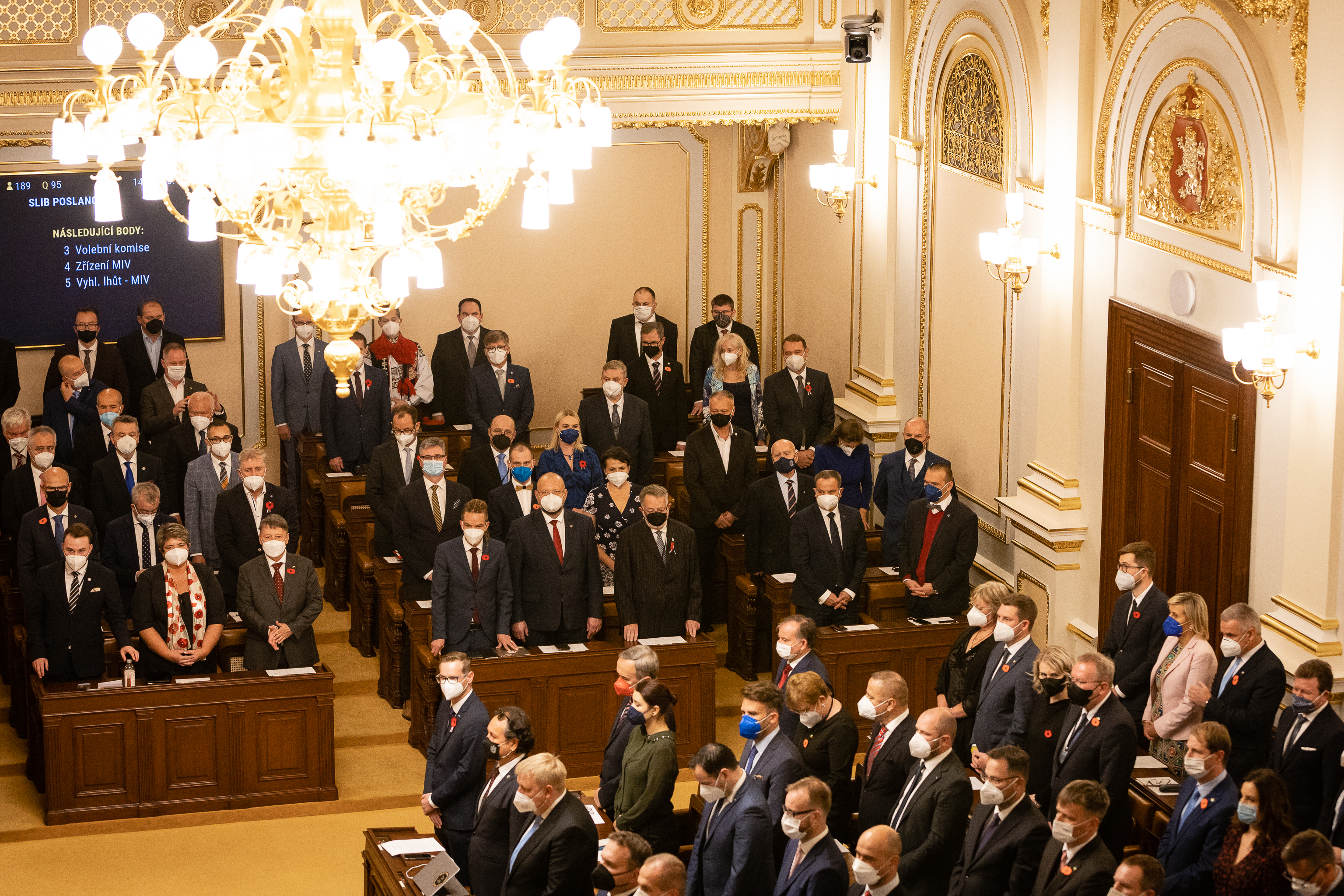
Slib poslanců zvolených v říjnových volbách 2021 na zahájení ustavující schůze Sněmovny 8. listopadu téhož roku

- ANO 2011: členy klubu 71 poslanců, původně zvoleno 72 poslanců (předsedkyně: Alena Schillerová)
- Občanská demokratická strana: členy klubu 35 poslanců (předseda: Marek Benda)
- Starostové a nezávislí: členy klubu 33 poslanců (předseda: Josef Cogan)
- KDU-ČSL: členy klubu 22 poslanců (předseda: Aleš Dufek)[20]
- Svoboda a přímá demokracie: členy klubu 19 poslanců, původně zvoleno 20 poslanců (předseda: Radim Fiala)
- TOP 09: členy klubu 14 poslanců (předseda: Jan Jakob)
- Česká pirátská strana: členy klubu 4 poslanci (předseda: Jakub Michálek)
- Nezařazení: 2 poslanci (Ivo Vondrák[21], Jiří Kobza[22])

## Rozpočet
Celkový rozpočet Sněmovny na rok 2023 byl schválen ve výši 1,553 miliardy Kč. V roce 2022 to bylo o 90 milionů méně.